# Baldassare Cenci (1648–1709)
Baldassare Cenci (ur. w 1648 w Rzymie, zm. 26 maja 1709 w Fermo) – włoski kardynał.

## Życiorys
Urodził się w 1648 roku w Rzymie, jako syn Virginia Cenciego i Marii Vittorii Verospi. Studiował na La Sapienzy, gdzie uzyskał doktorat utroque iure, a następnie został referendarzem Trybunału Obojga Sygnatur. 26 sierpnia 1691 roku przyjął święcenia kapłańskie. Następnego dnia został wybrany tytularnym arcybiskupem Larisy, a 30 września przyjął sakrę. Pod koniec roku został asystentem Tronu Papieskiego. 12 grudnia 1695 roku został kreowany kardynałem in pectore. Jego nominacja na kardynała prezbitera została ogłoszona na konsystorzu 11 listopada 1697 roku i nadano mu kościół tytularny San Pietro in Montorio. Dziewięć dni później został wybrany arcybiskupem Fermo. Zmarł tamże 26 maja 1709 roku.